# Ilyushin Il-22
El Ilyushin Il-22 (en ruso: Ил-22, designación USAF/DoD: Tipo 10) fue un proyecto soviético de bombardero experimental cuatrimotor de reacción y ala recta diseñado en las oficinas de Serguéi Iliushin, derivado del Heinkel He 343. El proyecto se inició en 1946, terminándose en la primavera de 1947, y realizando su primer vuelo el 24 de julio de ese mismo año, convirtiéndose en el primer bombardero de reacción de la Unión Soviética.
El 18 de agosto voló sobre el aeródromo Túshino para demostrar la eficiencia de la industria aeronáutica soviética, aunque al final únicamente se construyó una unidad, ya que el proyecto se abandonó en favor del Ilyushin Il-28.
La denominación Il-22 fue años después empleada en una versión militar del Ilyushin Il-18 que actuaba como puesto de mando aerotransportado.

## Diseño
El Ilyushin Il-22 era un monoplano de ala alta que contaba con la cabina presurizada, además de llevar un puesto de artillería en la cola del avión. Sin embargo, el Il-22 presentaba muchos problemas técnicos, por lo que solo se fabricó una unidad.

## Especificaciones

### Características generales
- Tripulación: 5
- Longitud: 21.05 m
- Envergadura: 23.06 m
- Superficie alar: 74.5 m²
- Peso vacío: 14.950 kg
- Peso cargado: 20.000 kg
- Peso máximo al despegue: 20.000 kg
- Planta motriz: 4x× Turborreactor Lyul'ka TR-1.
  - Empuje normal: 125 kN 2.865 lbf de empuje cada uno.

### Rendimiento
- Velocidad máxima operativa (Vno): 656.5 km/h
- Alcance: 865 km
- Techo de vuelo: 11.000 m
- Régimen de ascenso: 9.69 m/s

### Armamento
- Armas de proyectiles: 

  - 2 cañones Nudelman-Suranov NS-23 de 23 mm
  - 2 cañones Berezin B-20 de 20 mm
- Bombas: 2.000–3.000 kg de bombas

### Desarrollos relacionados
- Heinkel He 343

### Aeronaves similares
- Arado Ar 234
- North American B-45 Tornado
- Convair XB-46
- Martin XB-48
- English Electric Canberra

### Listas relacionadas
- Anexo:Bombarderos